# Francesco Maria Balbi
Francesco Maria Balbi, né en 1671 à Gênes et mort en 1747 à Gênes, est un homme politique italien, 150e doge de Gênes du 20 janvier 1730 au 20 janvier 1732.